# San Rafael de Onoto (khu tự quản)
San Rafael de Onoto là một khu tự quản thuộc bang Portuguesa, Venezuela. Thủ phủ của khu tự quản San Rafael de Onoto đóng tại San Rafael de Onoto. Khự tự quản San Rafael de Onoto có diện tích 187 km2, dân số theo điều tra dân số ngày 21 tháng 10 năm 2001 là 14477 người.